# 巴清傳奇
《巴清传奇》（英語：Legend of Ba Qing），又名《赢天下》（英語：Win the World）或《巴清传》（英語：The Legend of Ba Qing），待播的中国大陆秦朝古装电视剧，由唐德影视製作，孟庆瀚擔任總製片人，高翊浚擔任编剧与导演，范冰冰、高雲翔、严屹宽、马苏、张国立、郭品超主演的古装传奇剧。
本劇名稱原名為《赢天下》，更名为《巴清传》，後期再改名為《巴清傳奇》。本劇於2016年8月開機，後經歷停拍後又复拍；於2017年9月殺青。2018年本劇遭到舉報內容涉及竄改歷史、對於歷史人物的抹黑、過分的血腥與色情情節，導致該劇集數刪減。後來因為高雲翔涉及澳洲性侵案，及范冰冰涉及逃稅風波醜聞，導致該劇被無限期延播。
製作方唐德影视在2019年10月发布公告，称与天猫技术于签署了协议，约定于同年12月31日之前将花费超6000万用包括重新布景拍摄、技术手段、重新配音等手段将《赢天下》“原定主要演员在该剧中的镜头修改为由天猫技术另行确认的一线演员出演的镜头。其後变更《巴清传》授权期限，从“2019年12月31日前”变更为“2020年4月30日前”。2020年4月26日，唐德影视发布了修正公告，公告与天猫技术就《赢天下》最新协议再度就有关制作修改等相关事宜做出了新的解释。表示截止补充协议签署日前，该剧已取得北京市新闻出版广电局颁发的《国产电视剧发行许可证》(76集版本)，且已向天猫技术交付该剧合格母带介质，但因该剧主要演员的负面事件，导致该剧至今仍无法获得全部的播出许可。在补充协议生效后，唐德将不再投入资金对该剧进行修改制作，且无需再保证该剧在2020年7月15日前在中国大陆地区的电视台卫星频道、互联网进行播出。但协议要求唐德应全力配合天猫技术的工作，以尽早完成全部播出审批并播出。
2022年1月13日，唐德影视發出公告，指公司与江苏广电签署了《关于解除的补充协议》。江苏广电拟向唐德影视采购某电视剧项目的电视播映权，江苏广电已向唐德影视支付的电视剧《巴清传》作品许可费用4650万元，双方一致同意用于抵扣江苏广电应向唐德影视支付的上述某电视剧项目的许可费用，具体由双方另行签署书面合同予以约定。

## 播出平台及时间

### 中国大陆
本剧的网络播放权由浙江天猫技术有限公司独家取得，旗下的优酷网为本剧的网络独播平台。
而在电视平台方面，该剧起初是2018湖南卫视节目巡礼的电视剧之一，但由于涉及“先网后台”策略等官司纠纷等各种原因，湖南卫视退剧。故最终于2017年11月20日唐德影视决定，就唐德影视作为执行制片方投资摄制的电视剧《巴清传奇》首轮卫视播映权转让事宜，分别与江苏广播电视总台、上海广播电视台签署《电视节目播放权有偿许可合同》（该合同为《巴清传奇》首轮卫视黄金档拼播合同），金额总计4.65亿元人民幣。起初首轮卫视播映权由江苏卫视、东方卫视取得并与优酷实行“网台联播”，因剧情涉及抹黑历史遭举报，2018年1月8日传出延档消息，於3月27日宣布該劇將於4月19日播出；3月29日又被爆出男主角高雲翔於澳洲被捕消息後，4月3日傳出尚未被封殺；且目前该剧至今一直未获广电总局上星许可。由于受高云翔事件影响，东方卫视、江苏卫视广告招商一直无广告客户，最终两家卫视退剧。

### 香港
亚洲电视数码媒体以2000万港元购入《巴清传奇》香港播映权。

## 演员表

### 主要角色
| 演员   | 角色   | 介紹               | 备注 |
| 范冰冰 | 巴清   |                    |      |
| 高云翔 | 嬴政   | 中国历史第一位皇帝 |      |
| 严屹宽 | 姬丹   |                    |      |
| 张国立 | 吕不韦 |                    |      |
| 徐帆   | 韩夫人 |                    |      |
| 姜宏波 | 赵姬   | 秦始皇生母         |      |
| 谢依霖 | 元秋   |                    |      |
| 任山   | 嫪毐   | 赵姬的情人         |      |
| 萧浩冉 | 姬启   |                    |      |
| 郭靖   | 蒙嘉   |                    |      |
| 郑雅文 | 芥兰   |                    |      |
| 朱嘉琦 | 成蛟   |                    |      |
| 刘晓虎 | 范野夫 |                    |      |

## 音乐原声
| 曲序 | 曲目               |        | 作曲   | 演唱           |
| ---- | ------------------ | ------ | ------ | -------------- |
| 1.   | 赢天下（主题曲）   | 陈曦   | 董冬冬 | 刘欢           |
| 2.   | 巴清之歌（片尾曲） | 杨启舫 | 刘思军 | 银河少年艺术团 |

## 争议
《巴清传奇》电视剧原定2018年1月12日登陆江苏卫视、东方卫视全国播映，并与优酷实行“网台联播”，但因应该剧未获准播证，导致1月12日接档剧随后被《恋爱先生》替补。有消息称，该剧涉嫌「歪曲历史事实」，遭一些历史爱好者举报。但亦有称巴清传本定档春节前后播出，因此至传闻将播出的一月中亦未见官方宣传活动。后传出因饰演男主角赢政的高云翔于澳洲涉入丑闻被捕，原本打算找李晨頂替高雲翔重拍，但因難度太高而放棄。由於受高雲翔事件影響，导致东方卫视、江苏卫视招商均受影响，最终两家卫视退剧。天猫技术后来也宣布毛若懿取代高云翔饰演男主角嬴政。

## 重拍
2019年10月8日，唐德影视公布了《关于签署重大合同补充协议的公告》，宣布 2019年9月30日与天猫技术签署了《电视剧<赢天下>信息网络传播权采购协议之补充协议二》，将于12月31日之前将花费将超6000万把《赢天下》原定主要演员在该剧中的镜头修改为由天猫技术另行确认的一线演员出演的镜头，“原定主要演员在该剧中的镜头修改为由天猫技术另行确认的一线演员出演的镜头，并确保该剧整体的观赏度、完整度及艺术表达不受影响，由此新增的修改费用由公司承担，前述用于该剧修改所支出的费用应不低于 6,000 万元（且已含重新聘用演员所需费用）”。另外，公告中还表明，唐德需要“确保该剧修改完毕后，在2020年3月31日前向天猫技术交付已获得国家广电主管部门审批通过并准予在中国大陆地区的电视台卫星频道、互联网进行播出的该剧修改后成片母带。如在2020年3月31日前，公司已促使该剧获得国家广电主管部门审批通过并准予播出，但因天猫技术原因未能安排该剧在2021年4月1日前在天猫技术指定媒体进行播出的，则2021年4月1日后公司不再承担播出保证义务，但公司应尽全力协助进行沟通、协调和报审（如需要）。”但是，如截止至2020年3月31日唐德影视仍未能按本补充协议约定完成该剧修改并取得广电主管部门审批通过准予在卫视及互联网进行播出的“天猫技术有权解除原协议、补充协议一、本补充协议，公司应在天猫技术发出解除通知后 10 个工作日内返还天猫技术已支付的该剧全部费用并按该剧授权费用总额的 30%向天猫技术承担违约责任。”
2020年3月22日，唐德影视發公告称，公司经与天猫技术协商，同意把电视剧《赢天下》修改期限从“2019年12月31日前”变更为“2020年4月30日前”。并将公司向天猫技术交付已取得广电主管部门审批通过并准予在中国大陆地区卫星频道及互联网进行播出的该剧修改后成片母带的期限从“2020年3月31日前”变更为“2020年7月15日前”。此次再次签署补充协议，意味着天猫技术选择继续等待《赢天下》的播出。公告显示，如在2020年7月15日前，唐德影视已促使该剧获得国家广电主管部门审批通过并准予播出，但因天猫技术原因未能安排该剧在2021年7月16日前在天猫技术指定媒体进行播出的，则2021年7月16日后公司不再承担播出保证义务；如截至2020年7月15日，公司未能完成该剧的修改并促使该剧获得广电主管部门审批通过并准予播出，则公司按补充协议二约定向天猫技术承担违约责任。同时，双方同意，将补充协议二中约定天猫技术获得之“该剧全球、永久、独占的全媒体播放权及其转授权、维权权利”的自主行使期限从“2020年3月31日前”变更为“2020年7月15日前”。
2020年4月26日，唐德影视发布了《2019年度业绩快报修正公告》，公告与天猫技术就《赢天下》最新协议再度就有关制作修改等相关事宜做出了新的解释。
|  | 其一，截止补充协议签署日前，该剧已取得北京市新闻出版广电局颁发的《国产电视剧发行许可证》（76集版本），且已向天猫技术交付该剧合格母带介质，但因该剧主要演员的负面事件，导致该剧至今仍无法获得全部的播出许可。在补充协议生效后，唐德将不再投入资金对该剧进行修改制作，且无需再保证该剧在2020年7月15日前在中国大陆地区的电视台卫星频道、互联网进行播出。但协议要求唐德应全力配合天猫技术的工作，以尽早完成全部播出审批并播出。“如天猫技术提出要求的，公司同意以成本价全力配合天猫技术对该剧进行修改，以符合天猫技术对该剧的播出要求，但修改所需成本由天猫技术承担。” |

|  | 其二，该剧授权费用变更为：[750万元*结算集数]-1.28亿元。结算集数以发行许可证集数和实际播出集数较少者为准，如该剧最终播出集数低于60集则按60集结算，播出集数在60集至64集之间的按实际播出集数结算，播出集数超过64集的则按64集结算。截至补充协议签署日前，天猫技术已向唐德支付3.028亿元，剩余款项将于该剧在天猫技术平台首次播出完毕后一次性全额支付” |

|  | 其三，天猫技术继续授权唐德代理该剧在中国大陆地区的电视台发行及在海外地区的电视台和网络发行工作，公司应事先与天猫技术沟通确认发行方案 （包括但不限于发行地区、播出平台、授权费用、播出期 限和模式等）并按天猫技术确认的方案进行发行代理工作。该剧在中国大陆以及海外的发行收益仍然由唐德与天猫技术五五分成。” |

2022年1月13日，唐德影视發出公告，指公司与江苏广电签署了《关于解除<电视剧大秦女首富电视节目播放权有偿许可合同>的补充协议》，主要内容如下：
|  | 一、双方一致同意，自本协议签署生效之日起终止原合同的效力，双方根据原合同所享有的权利及承担的义务全部终止不再执行；双方均对原合同的终止，不承担任何违约责任，且双方均放弃对本协议签订前各方在原合同项下的履行行为追究违约责任。” |

|  | 二、江苏广电拟向唐德影视采购某电视剧项目的电视播映权，江苏广电已向唐德影视支付的电视剧《巴清传》作品许可费用 4,650.00 万元，双方一致同意用于抵扣江苏广电应向唐德影视支付的上述某电视剧项目的许可费用，具体由双方另行签署书面合同予以约定。” |

|  | 三、本协议为原合同的终止协议，与原合同具有同等法律效力，且不可分割，本协议未约定的以原合同为准，原合同约定的保密条款及争议解决条款不因原合同的终止而失效。” |

## 外部連結
- 《巴清傳奇》的新浪微博